# Oberea gracilis
Oberea gracilis är en skalbaggsart som först beskrevs av Fabricius 1801.  Oberea gracilis ingår i släktet Oberea och familjen långhorningar. Inga underarter finns listade i Catalogue of Life.